# Riso Hayashi
Il  riso hayashi (ハヤシライス?) è un tipico piatto della cucina giapponese a base di riso. Nelle città di Osaka e Kōbe, la pietanza è conosciuta come Riso Haishi. La sua origine è discussa.

## Ingredienti e preparazione
Solitamente contiene manzo, cipolle, funghi champignons, con una salsa che contiene talvolta vino rosso e salsa di pomodoro, immerso nel riso.

## Nella cultura di massa
Viene citato in Ryūsei no kizuna, celebre opera di Keigo Higashino, e in Hyakka, secondo romanzo di Kawamura Genki.